# Real Madrid CF
A Real Madrid Club de Fútbol, rövidítve Real Madrid CF (a sajtóban legtöbbször egyszerűen Real Madrid vagy a Galaktikusok) spanyol labdarúgóklub. 1902-es megalapítása óta a spanyol élvonal tagja, még sosem esett ki.
36 bajnoki címével és 20 kupagyőzelmével a legeredményesebb spanyol csapat, emellett 15 alkalommal nyerték meg a Bajnokok Ligáját (BEK-et is beleszámítva), ami szintén rekord. A csapat kétszer az UEFA-kupát is elhódította, így az összes európai kupagyőzelmek tekintetében is az első helyen áll (15 BL, 2 UEFA-kupa).
Hazai mérkőzéseit a 81 044 néző befogadására alkalmas Santiago Bernabéu stadionban játssza. Eredeti mezszíne tiszta fehér, és 1947 óta otthoni mérkőzéseit mindig fehér szerelésben játssza.
A Real Madrid több spanyol labdarúgócsapattal rivalizál évtizedek óta, ezek például a szintén madridi Atlético vagy az FC Barcelona. Az Atlético elleni mérkőzéseket El Derbi Madrileñónak, a Barcelona elleni találkozókat pedig El Clásicónak nevezik Spanyolországban. Ezeket a szokottnál is nagyobb érdeklődés kíséri. Előbbi csapattal osztálykülönbségekre, míg utóbbival politikai ellentétre vezethető vissza a rivalizálás.
A Forbes magazin 2019-es kimutatása szerint a Real a világ legnagyobb és legdrágább, valamint a második legnagyobb bevétellel gazdálkodó klubja, költségvetése mintegy 840 millió euró, a klub összértéke pedig több, mint négymilliárd euró.2000. december 23-án a FIFA a 20. század legjobb csapata címet adományozta a királyi gárdának.
A Real Madrid alapító tagja volt a FIFA-nak és az azóta már megszűnt G-14-nek, amely Európa 14 (2002-től 18) legbefolyásosabb labdarúgóklubját foglalta magában. A Real a G-14 helyébe lépett Európai Klubszövetségben is alapító tag.

## Története
A labdarúgás Madridba az Institución Libre de Enseñanza egyetem tanárai és diákjai által jutott el, akik közül többen Nagy-Britanniában (Oxford és Cambridge) tanultak, így megismerkedhettek a játék alapjaival. Ők alapították meg 1897-ben az első madridi labdarúgóklubot, a Football Club Sky-t. Ez a klub 1900-ban kettévált, a New Foot-Ball de Madrid és a Club Español de Madrid léptek a Football Club Sky helyébe. Utóbbi klubból 1902. március 30-án jött létre a Madrid Football Club, a Real Madrid közvetlen elődje. Mindössze három évvel alapítása után a Madrid FC megnyerte első rangosabb serlegét, miután legyőzte az Athletic Bilbaót a spanyol kupa döntőjében. Ezután még háromszor egymás után sikerült a kupát elhódítaniuk.
A csapat 1912-ig csak kisebb pályákon játszott, ekkor költöztek első nagyobb stadionjukba, a Campo de O’Donnell-be. 1920-ban, XIII. Alfonz király a Real (királyi) jelzőt adományozta a klubnak, így a hivatalos neve Real Madrid CF lett.
1929-ben, a spanyol labdarúgó-bajnokság első szezonjában a Real Madrid egészen a szezon utolsó mérkőzéséig az első helyen állt, ám mivel az utolsó fordulóban vereséget szenvedett az Athletic Bilbao vendégeként, a bajnoki címet végül az FC Barcelona nyerte, a Real pedig a második helyen végzett, mindössze 1 ponttal a katalán csapat mögött. A Real első bajnoki címét az 1931–32-es szezonban szerezte. A következő szezonban ismét az első helyen végeztek, az Athletic Bilbao után a második duplázó csapat lett az országban a Madrid.
A klub elnöke 1945-ben a klub korábbi játékosa, majd edzője, valamint stadionjának későbbi névadója, Santiago Bernabéu Yeste lett. Elnöksége alatt felújították a Santiago Bernabéu stadiont (ekkor még Estadio Chamartín) és a klub korábbi edzőkomplexumát, a Ciudad Deportivát is. Az 50-es évek elején kialakította a klub mai arculatát, miszerint főleg külföldi világklasszis játékosokra építi csapatát. 1955-ben a L’Équipe újságírója, Gabriel Hanot ötletéből, Sebes Gusztáv segítségével, Bernabéu megalapította a BEK-et, amely ma Bajnokok Ligája néven ismert. Az újonnan alakult sorozatban a Real Madrid sokáig egyeduralkodó volt, ugyanis 1956 és 1960 között megnyerte zsinórban az első öt kiírást. Ezek közül az egyik legemlékezetesebb döntő az 1960-as volt, amikor a Hampden Parkban, több mint százezer néző előtt 7–3-ra győzték le az Eintracht Frankfurt együttesét, Puskás 4 és Di Stéfano 3 góljával. Máig ez az egyetlen olyan BEK vagy BL döntő, amelyben két játékos is három vagy több gólt szerzett. Amikor a Real ötödször is megnyerte a sorozatot, megkapta az eredeti serleget. A csapat hatodik BEK-győzelmét 1966-ban aratta a Partizan Beograd 2–1-es legyőzésével. A csapat ekkor főleg spanyol játékosokra épült, becenevük a Ye-yé volt, a Beatles-re emlékeztető frizurájuk miatt. Ez a csapat az 1966-os győzelem mellett még kétszer (1962, 1964) játszott döntőt.
A 70-es években a Real Madrid összesen 5 bajnoki címet és 3 kupagyőzelmet szerzett. 1971-ben KEK-döntőt játszott a Chelsea ellen, amelyet újrajátszás után az angol klub nyert meg 2–1-re. 1978-ban, miközben zajlott a világbajnokság, elhunyt Santiago Bernabéu. A FIFA Bernabéu tiszteletére háromnapos gyászszünetet rendelt el a világbajnokságon. Szintén Bernabéu emlékére, 1979-ben a Real Madrid megalapította a Santiago Bernabéu-trófeát, melyet minden nyáron, a szezon kezdete előtt játszott felkészülési mérkőzés győztese szerez meg. A Real Madrid minden évben más csapatot hív meg ellenfélnek a mérkőzésre.

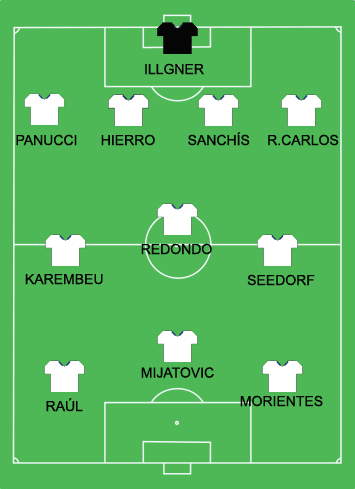
A Real Madrid 1998-as BL-döntőbeli kezdőcsapata

A 80-as évek elején a Real Madrid egy kisebb hullámvölgyben volt, egészen addig, amíg fel nem nőtt egy főleg saját nevelésű játékosokra épülő generáció. Egy spanyol újságíró, Julio César Iglesias a csapatnak az egyik játékos, Emilio Butragueño beceneve után a Quinta del Buitre (A Keselyű Ötöse) nevet adta a csapatnak. A csapat gerincét adó további játékosok: Manolo Sanchís, Martín Vázquez, Míchel és Miguel Pardeza. Ez a csapat, bár Pardeza 1986-ban a Real Zaragozához távozott, egyike lett Spanyolország és Európa legeredményesebb csapatainak. A klub a 80-as évek második felében kétszer nyerte meg az UEFA-kupát (1985-ben a Videoton ellen), zsinórban ötször a bajnokságot, és háromszor a spanyol szuperkupát is sikerült elhódítania.
A 90-es évek elején a „Quinta del Buitre” feloszlott, mivel Vázquez, Butragueño és Míchel is elhagyta a klubot. 1996-ban az akkori elnök, Lorenzo Sanz, Fabio Capellót ültette a Real kispadjára. Bár az olasz tréner első szezonjában bajnokságot nyert a csapattal, a nem elég látványos játékra hivatkozva menesztették. 1997 nyarán Jupp Heynckes követte őt az edzői poszton. Vele 1998-ban, 32 év várakozás után ismét megnyerte a BEK utódjának számító Bajnokok Ligáját a Madrid, a döntőben a Juventust győzték le 1–0-ra.

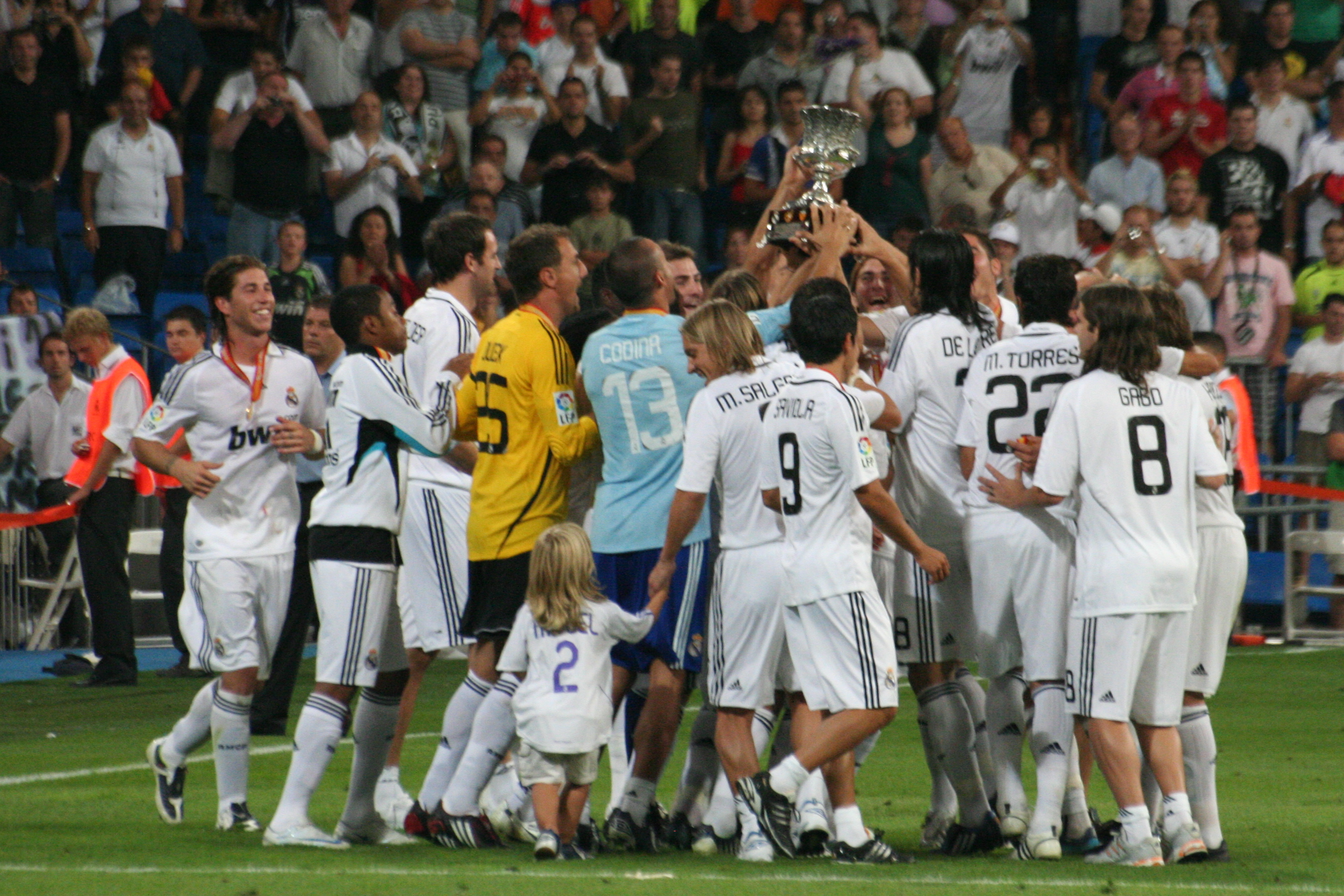
A Real játékosai ünneplik a 2008-as szuperkupa-győzelmüket

2000 júliusában Florentino Pérezt választották meg a klub új elnökének. Első jelentősebb intézkedéseként, kampányígéretét betartva, a világ egyik legjobb játékosának számító Luís Figo megszerzése volt a rivális Barcelonától. Az ő elnöksége alatt nagyon sok pénzt költöttek játékosvásárlásra (Zinédine Zidane 75 millió euróért történő megvásárlása egészen 2009-ig rekord volt), és létrejött egy főleg nemzetközi sztárokra (Figo, Zidane, Ronaldo, Raúl, Roberto Carlos, Beckham) épülő csapat, a „Galaktikusok”. Bár egy-egy alkalommal megnyerték a bajnokságot és a Bajnokok Ligáját is, a klub elvárásaihoz képest ez egy viszonylag sikertelen időszak volt, ugyanis a 2003-as bajnoki címtől egészen a 2007-es bajnoki címig a gárda egyetlen trófeát sem tudott nyerni. Ezért Florentino Pérez 2006-ban lemondott elnöki tisztségéről.
2006 nyarán a frissen megválasztott elnök, Ramón Calderón Fabio Capellót szerződtette edzőnek, sportigazgatónak pedig a klub korábbi játékosát, Predrag Mijatovićot nevezte ki. 2007-ben a klub négy év után ismét bajnoki címet ünnepelhetett. Capello munkájára az újbóli bajnoki cím ellenére ismét nem számított a klub, akárcsak első ténykedése idején, ezúttal is a nem elég látványos játékot kifogásolta a vezetőség. Helyére a klub korábbi játékosa, a német Bernd Schuster került. A 2007–2008-as szezont, immár Schusterrel, ismét az első helyen fejezték be, már valamivel látványosabb játékot bemutatva, így 18 év után sikerült ismét egymás után két bajnoki címet szerezniük. A 2008/2009-es szezonban már korántsem úgy kezdték az idényt a blancók ahogyan azt elvárták volna a drukkereik. Fájó vereségekbe szaladtak bele és egyszerűen nem tudtak talpra állni. Az ősi rivális Barcelona saját pályáján, a Bernabéuban gázolta el a Madridot 6-2-re, a szezon végén pedig triplázásnak örülhettek a katalánok, azaz megnyerték a bajnokságot, a spanyol kupát és a BL-t is. A vezetőség úgy döntött, hogy a szezon közben meneszti a csapat vezetőedzőjét, Bernd Schustert, és helyére a Sevilla korábbi sikertrénerét, Juande Ramost nevezi ki. Kinevezése 2008. december 9-től a szezon végéig tartott, ezt követően nem hosszabbították meg a szerződését.
2009. május 14-én ismét Florentino Pérez lett a klub elnöke. Terveiben szerepelt egy új „galaktikus” csapat létrehozása, melyre előzetesen 300 millió eurót szánt. Első komolyabb intézkedése a vezetőedzőt illetően történt, Juande Ramos helyett Manuel Pellegrinit szerződtette. Nem sokkal később a Real Madrid megszerezte a már régóta a kívánságlistájukon szereplő, 2007-ben aranylabdás Kakát 65 millió euróért. Később leigazolta a regnáló. 2008-as aranylabdás Cristiano Ronaldót, Raúl Albiolt, Xabi Alonsót, Álvaro Arbeloát és Karim Benzemát is. Cristiano Ronaldo 94 millió eurós vételárával megdöntötte Zidane korábbi, 75 millió eurós csapatváltását, amelyet szintén Pérez állított fel, előző elnöki ciklusa alatt. Ennek ellenére ismét nem sikerült semmilyen címet szerezni, a remek bajnoki teljesítmény sem volt elég a bajnokság megnyeréséhez, mivel a Barcelona új pontrekordot felállítva védte meg címét. Különösen fájó volt a korai búcsú a Bajnokok Ligájától, ugyanis ebben a szezonban a Bernabéu Stadion adott otthont a sorozat fináléjának, ráadásul a Királyi Gárda a történelmi, tizedik BL-címét szerezhette volna meg. A szezon végén távozott a vezetőedző Manuel Pellegrini, helyére a Chelsea és az Internazionale korábbi mestere, az Interrel frissen BL-t nyert és triplázó José Mourinho érkezett. Vele együtt hat játékos, di María, Sergio Canales, Pedro León, Sami Khedira, Ricardo Carvalho és a fiatal német-török irányító, Mesut Özil érkezett. Távozott viszont a klub két ikonja, a csapatkapitány és gólrekorder Raúl (Schalke), valamint Guti (Beşiktaş).
Mourinho az első évében egy bajnoki második helyezést, valamint kupagyőzelmet ért el, a döntőben ráadásul az ebben a szezonban ismét BL-t és bajnokságot nyerő Barcelonát legyőzve. 2011 nyarán újabb öt játékossal bővítette keretét a klub. Visszatért Madridba a három évig az RCD Espanyolt erősítő, saját nevelésű Callejón , de megszerezték a Borussia Dortmund fiatal sztárját, Nuri Şahin-t, Raphaël Varane-t, Fábio Coentrãót és a szerződése lejártával szabadon igazolhatóvá vált törököt, Hamit Altintopot. A 2011/12-es szezonban Mourinho csapata pont- és gólrekordot felállítva taszította le 4 év elteltével a Barcelonát a bajnoki trónról. A BL-ben tizenegyespárbajban maradtak le a döntőről a Bayern München ellen. 2012 nyarán a klub megszerezte a kiváló horvát középpályást, Luka Modrićot a Tottenhamtől, kifejezetten Mourinho kérésére. Modrić eleinte nem váltotta be a hozzá fűzött reményeket, a szurkolók még a szezon legrosszabb igazolásának is megválasztották, de később igazi közönség kedvenccé vált, 2018-ban Aranylabdát is kapott. A 2012/13-as szezonban a Real nem tudta megismételni az egy évvel korábban látott teljesítményét. A nyár végén a spanyol szuperkupa megnyerésével kezdték a szezont a Barcelona ellen, de ezt követően az egész szezon során kiegyensúlyozatlanság jellemezte a csapatot, így tavasszal trófea nélkül zárta az idényt. A BL-ben már zsinórban harmadszor az elődöntő jelentette a végállomást a Királyiaknak. Ezúttal a Borussia Dortmund állította meg őket, többek között Robert Lewandowski odavágón szerzett mesternégyesének köszönhetően. A sikertelen szezonhajrá és az öltözői konfliktusok Mourinho távozásához vezettek 2013 nyarán. Helyére az olasz sikeredző, Carlo Ancelotti érkezett.
Ancelotti nyugalmat hozott az öltözőbe. Véget vetett a széthúzásnak. Mourinhoval együtt távozott Kaká, Özil, Raúl Albiol, Callejón és Gonzalo Higuaín is. Érkezett viszont új világrekordot jelentő, 100 millió euró körüli összegért a Premier League legjobb játékosává abban az évben megválasztott walesi szélső, Gareth Bale. Rajta kívül megszerezték a két fiatal spanyol középpályást, Iscot és Asier Illarramendit, valamint a saját nevelésű jobbhátvéd, Dani Carvajal is visszatért sikeres németországi kölcsönjátékából. Ebben a szezonban egészen félelmetes támadósor állt össze a Bernabéuban, a Bale, Benzema, Cristiano Ronaldo hármast a sajtóban gyakran egyszerűen BBC-ként emlegették. A csapat lehengerlő stílusban gázolt át a BL egyenes kieséses szakaszának résztvevőin. Ellenfelei kivétel nélkül német topcsapatok voltak. A Schalkét 9-2-es, a Dortmundot 3-2-es, a Bayernt 5-0-ás összesítéssel búcsúztatták. A csapat 12 év elteltével szerepelhetett újra a fináléban. Az ellenfél a városi rivális Atlético Madrid volt, nekik ez volt az első BL döntőjük. Először fordult elő a BEK és a BL történetében, hogy a döntő két résztvevője ugyanannak a városnak a csapatai voltak. A spanyol bajnokságot abban az idényben az Atlético nyerte, minden idők egyik legszorosabb hajrájában, az utolsó fordulóban bebiztosítva a győzelmet. A Real Madrid csak a harmadik helyen végzett a Barcelona mögött, az első három helyezett között összesen 3 pont volt a különbség. A BL döntőn az Atlético szerzett vezetést és bár a Real szinte az egész meccsen támadott, úgy tűnt az Atleti borsot törhet nagy múltú riválisa orra alá. A rendes játékidő hosszabbításának 3.percében egy Real szögletet követően Sergio Ramos kiegyenlített. A 2x 15 perc hosszabbításban már csak egy csapat volt a pályán. A Real háromszor is bevette ellenfele kapuját, így 4-1-es győzelmének köszönhetően megszerezte a várva várt "La Decimát", azaz a tizedik BEK/BL győzelmét. A Királyiak ebben a szezonban a spanyol kupát is elhódította. A döntőben a Barcelonát verték 2-1-re, a győztes gólt Gareth Bale szerezte, a pályáról kifutva kerülte meg az ellenfél védőjét, mielőtt a kapuig vezette a labdát és a kapus lábai között a kapuba talált. Cristiano Ronaldo a bajnokságban és a BL-ben is gólkirályi címet szerzett, teljesítményét az év végén zsinórban második, karrierje harmadik Aranylabdájával ismerték el.
2014 nyarán távozott a BL győztes csapat két kulcsfigurája, di María és Xabi Alonso, valamint Álvaro Morata, Şahin és  Diego López is. Érkezett a 2014-es világbajnokság gólkirálya, James Rodríguez, a friss világbajnok Toni Kroos, valamint Javier Hernández(kölcsönbe) és Keylor Navas. A szezont az európai szuperkupa elnyerésével kezdte a csapat a Sevillával szemben. A spanyol szuperkupát viszont elvesztették az Atlético ellen. Decemberben a klubvilágbajnokságot is bezsebelte a Királyi Gárda. A szezon során új spanyol rekordot állított fel a Madrid, amikor zsinórban 22 mérkőzést tudott megnyerni megszakítás nélkül. Cristiano Ronaldo Raúlt megelőzve a BL történetének legeredményesebb gólszerzőjévé vált. Tavaszra viszont elfogyott a lendület, már januárban kiestek a kupából az Atlético ellen, a bajnokságban megelőzte őket a Barcelona a tabella élén, a BL-ben pedig az elődöntőben hasaltak a Juventus ellen, többek között a madridi nevelésű Morata góljainak köszönhetően. Külön fájó volt a madridiaknak, hogy a Barcelona 2009 után ismét triplával zárta az idényt, a bajnokságot, a kupát és a BL-t is megnyerték. A sikertelen szezont követően, a játékosok és a szurkolók tiltakozása ellenére, Pérez elnök menesztette Ancelotti mestert és a helyére a madridi kötődésű Rafa Benítezt nevezte ki vezetőedzőnek. A szurkolók és a játékosok is szkeptikusak voltak vele szemben. Távozott a csapatkapitány, klublegenda Iker Casillas is, aki 9 éves kora óta állt a klub kötelékében, az első csapatot 16 éven át erősítette. Helyére az addigi cserekapus, Keylor Navas került a kezdőbe.
Cristiano Ronaldonak kiváltképp feszült volt a viszonya Benítezzel. A csapat nem teljesített kiegyensúlyozottan az új szezonban, ráadásul a játék minősége is elmaradt az elmúlt években megszokottól. Lemaradtak a Barcelona mögött a bajnoki versenyfutásban, ráadásul 0-4-re kikaptak a madridi El Clásicón. Ekkor még bizalmáról és támogatásáról biztosította a trénert Florentino Pérez, de a Valencia elleni újabb pontvesztést követően menesztette az edzőt. Helyére a játékosként klublegendának számító Zinédine Zidane érkezett. Vele türelmesebbek voltak a szurkolók, de javult is a játék képe valamint az eredmények is jobbak lettek. A bajnokságban óriási hajrát bemutatva 1 pontra megközelítették a Barcelonát, de így sem tudták megszerezni a bajnoki címet. Viszont a BL-ben sikerült újra a csúcsra érni, immáron tizenegyedszer. A döntőben ismét az Atlético Madrid volt az ellenfél, ezúttal a Blancók szerezték meg a vezetést, ezúttal is Ramos volt a gólszerző. A csereként beállt Carrasco góljával egyenlített a hajrában az Atlético. A hosszabbitásban nem született gól, így következhettek a tizenegyesek. A fehér mezesek egyszer sem hibáztak, míg a matracosok hátvédje, a korábbi Real játékos, Juanfran a kapufát találta telibe, ezzel ismét alulmaradtak városi riválisukkal szemben. Cristiano Ronaldo ismét a sorozat gólkirálya lett, sőt a szezon során a klub történetének legeredményesebb játékosává is vált, megelőzve Raúlt. 2016 nyarán pedig története első európabajnoki címéig vezette hazája válogatottját, így nem csoda, hogy az év végén újabb aranylabdával gazdagodott.
2016 nyara viszonylag csendesen telt a Bernabéu környékén. Visszavásárolták Moratát a Juventustól, távozott az ifjú Jesé, Cserisev és Arbeloa. A 2016/17es szezont trófeával kezdték a madridiak, óriási meccsen verték 5-4-re a Sevillát az európai szuperkupa döntőjében. Bár a kupasorozatból korán kiestek a  Celta Vigo  ellen, a bajnokságban és a BL-ben is remek szezont produkáltak. 5 év elteltével szerezték vissza a bajnoki trónt, a BL-ben pedig a sorozat történetének első címvédését hajtották végre(1993 óta, amióta Bajnokok Ligájának hívják a sorozatot). Ezúttal is találkoztak a városi riválissal a menetelés során, az elődöntőben. Cristiano Ronaldo mesterhármasának is köszönhetően megint felülkerekedtek az Atléticón az elitsorozatban. A döntőben ezúttal a Juventus volt az ellenfél. Cristiano Ronaldo duplázott, a Real 4-1-re ütötte ki az olasz bajnokcsapatot. Tizenkettedszer is a Real Madrid lett Európa legjobb klubcsapata. Ronaldo ismét gólkirály lett a sorozatban, decemberben átvehette rekordot jelentő, ötödik aranylabdáját (Lionel Messivel holtversenyben; azóta Messi már hatnál jár).
A következő nyáron több fontos kiegészítő ember is elhagyta a Realt. Távozott  többek között James(kölcsönbe) és Morata, ezért az előző szezonban nagy sikert hozó Zidane-féle rotációs szisztéma kevésbé működött, mint egy évvel korábban. A bajnoki címet visszaszerezte a Barcelona, de BL-ben újra döntőzni tudott a Királyi Gárda. A fináléban a Liverpoollal találkoztak. Gareth Bale csereként beállva két gólt szerzett, az egyiket akrobatikus, ollózó mozdulattal (ez már a második hasonló találat volt a madridiak BL szezonja során, Cristiano Ronaldo is ollózva talált be a Juventus elleni negyeddöntőben). A Madrid 3-1-re győzte le ellenfelét, tizenharmadszor ülhetett fel Európa trónjára. Egyedülálló módon zsinórban harmadszor, 5 éven belül pedig negyedszer hódították el a klubfutball legrangosabb serlegét. Cristiano Ronaldo már megint gólkirály lett a sorozatban, de ezúttal elhappolta előle az aranylabdát csapattársa, Luka Modrić, köszönhetően remek világbajnoki szereplésének is, amely során története első döntőjébe vezette a horvát válogatottat. A döntőt követően a szurkolótábor megdöbbenésére lemondott edzői posztjáról Zidane, aki minden elvárást felülmúlva 2 és fél éves regnálása során 3 BL serleget szállított Madridba. Újabb pofonként érkezett a hír, hogy Zidane mellett Cristiano Ronaldo is elhagyja Madridot 9, szavakkal leírhatatlan szezon után. Lezárult egy példátlanul sikeres korszak a Bernabéuban.
Zidane helyére a spanyol válogatott szövetségi kapitányát, a klub korábbi játékosát, Julen Lopeteguit nevezte ki az elnök. A gyenge szezonkezdést követően már októberben, a Barcelona ellen 5-1-re elveszített Clásicót követően távoznia kellett. Helyére a klub egy másik korábbi játékosa, Santiago Solari érkezett. Vele javult a csapat formája, megnyerték a decemberi klubvilágbajnokságot. Az Ajax elleni, megalázó BL búcsút követően viszont távozni kényszerült. Így a szezon során másodszor is új vezetőedző érkezett. Zinédine Zidane kevesebb mint egy évvel távozása után visszatért a csapat élére. Csodát már nem tudott tenni, a szezont trófea nélkül zárta a Madrid.
2019 nyarán jelentős erősítések érkeztek a spanyol fővárosba. A legnagyobb név közülük kétségkívül a Chelsea belga kiválósága, Eden Hazard volt. Rajta kívül érkezett még a tehetséges szerb csatár, Luka Jović, a fiatal brazil hátvéd, Éder Militão, a francia balhátvéd, Ferland Mendy és a 18 éves brazil támadó, Rodrygo. Távozott a sikerkapus, Navas, miután Thibaut Courtois kiszorította a kezdőcsapatból. A nagybevásárlás ellenére, a szezont gyenge formában kezdte a csapat, de idővel összeszedte magát a társaság.
2021 áprilisában a Real Madrid egyike volt azon 12 klubnak, amely megegyezett az Európai Szuperliga megalapításában.

## A klub himnusza

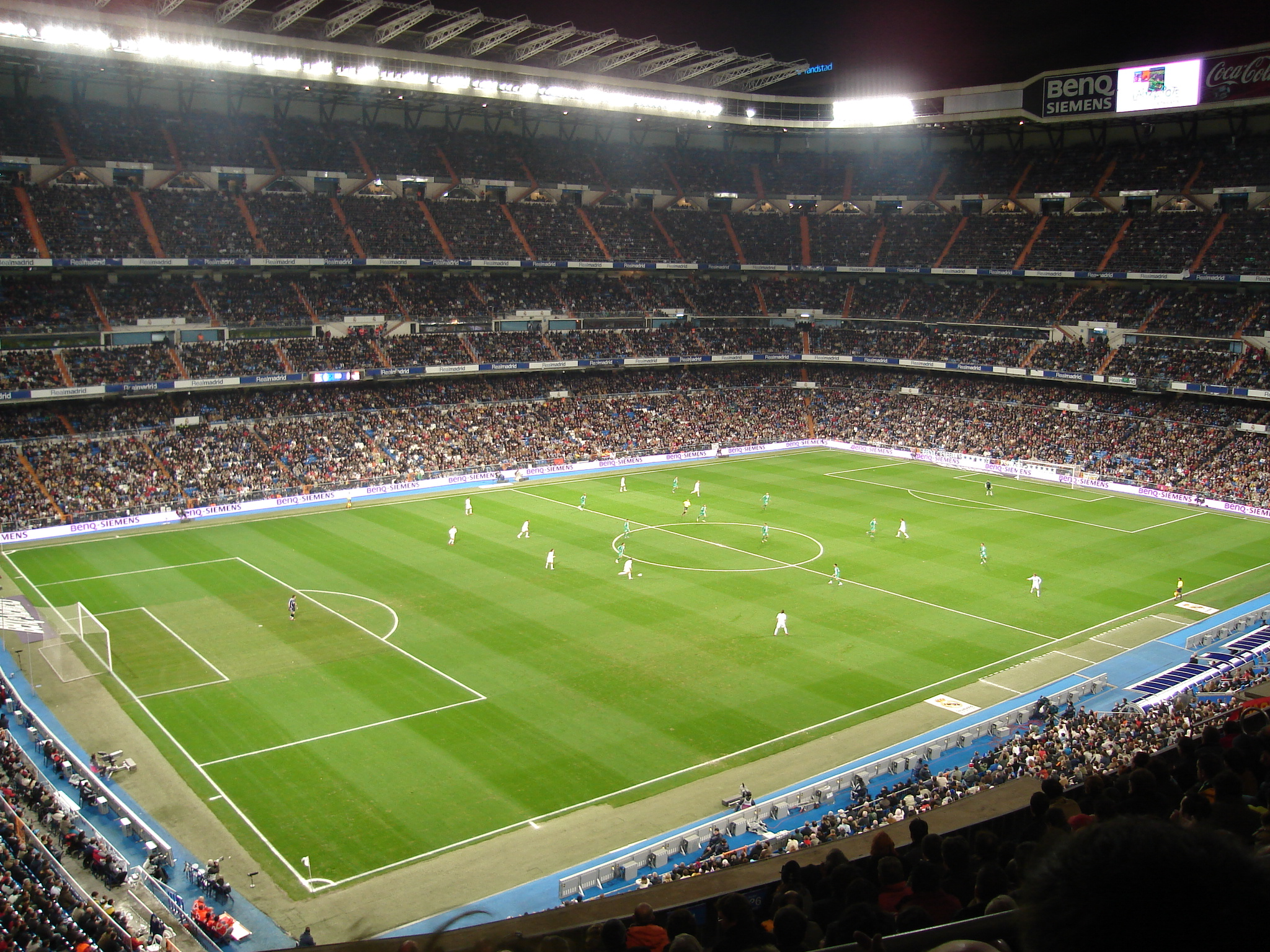
Egy 2007-es Real Madrid-Real Betis mérkőzés

De las glorias deportivas, que campean por España
va el Madrid con su bandera, limpia y blanca que no empaña.
Club castizo y generoso, todo nervio y corazón,
veteranos y noveles, veteranos y noveles,
miran siempre sus laureles con respeto y emoción.
¡Hala Madrid!, ¡Hala Madrid!
Noble y bélico adalid, caballero del honor.
¡Hala Madrid!, ¡Hala Madrid!
A triunfar en buena lid, defendiendo tu color
¡Hala Madrid!, ¡Hala Madrid!, ¡Hala Madrid!
Enemigo en la contienda, cuando pierde da la mano
sin envidias ni rencores, como bueno y fiel hermano.
Los domingos por la tarde, caminando a Chamartín,
las mocitas madrileñas, las mocitas madrileñas
van alegres y risueñas porque hoy juega su Madrid
¡Hala Madrid!, ¡Hala Madrid!
Noble y bélico adalid, caballero del honor.
¡Hala Madrid!, ¡Hala Madrid!
A triunfar en buena lid, defendiendo tu color
¡Hala Madrid!, ¡Hala Madrid!, ¡Hala Madrid!

### A centenáriumi himnusz
Hala Madrid!
Hala Madrid!
Campo de estrellas
Donde crecí
Hala Madrid!
Juegas en verso
Que sepa el universo
Cómo juega en Madrid
Sale el Madrid a luchar
Sale el Madrid a ganar
Hala Madrid!
Hala Madrid!

### La Décima himnusz
Historia que tu hiciste

historia por hacer

porque nadie resiste

tus ganas de vencer.

Ya salen las estrellas

mi viejo Chamartín

de lejos y de cerca

nos traes hasta aquí

Llevo tu camiseta

pegada al corazón

los días que tu juegas

son todo lo que soy

Ya corre la Saeta

ya ataca mi Madrid

soy lucha, soy belleza,

el grito que aprendí

Madrid, Madrid, Madrid, ¡Hala Madrid! ¡Y nada más! ¡Y nada más!

¡Hala Madrid!

Historia que tu hiciste

historia por hacer

porque nadie resiste

tus ganas de vencer.

Ya salen las estrellas

mi viejo Chamartín

de lejos y de cerca

nos traes hasta aquí

Madrid, Madrid, Madrid, ¡Hala Madrid! ¡Y nada más! ¡Y nada más!
¡Hala Madrid!
A himnuszok meghallgathatók itt: Eredeti, Centenáriumi (MP3 formátum)

## Címer
A Real Madrid legelső címere a maihoz képest még elég egyszerű volt. A címerben fehér alapon a klub nevének rövidítése (MCF – Madrid Club de Fútbol) szerepelt egyéni elrendezésben. Az első változtatást akkor eszközölték, amikor úgy döntöttek, hogy a kezdőbetűk egy körben szerepeljenek. Bár ez volt a klub címere egészen az 1920-as évek végéig, a sportklubokra vonatkozó akkori rendelkezés szerint a hivatalos mérkőzéseken olyan címert kellett használni, amiben szerepel a város jelképe.
1920-ban a klub megkapta a spanyol királytól a Real (királyi) előtagot, így a klub neve Real Madrid Club de Fútbol-ra változott. Ezután a spanyol korona is belekerült a címerbe. A Franco-diktatúra idején, amikor Spanyolországban köztársaság volt, az összes spanyol labdarúgócsapatnak, így a Real Madridnak is el kellett távolítaniuk a nevükből a királyi jelzőt, címerükből pedig a koronát. A Real azonban, mivel a rezsim támogatását élvezte, még a köztársaság ideje alatt újra használhatta a királyi szimbólumokat.
A klub címere a jelenlegi formát 1941-ben nyerte el, a betűk ekkor kaptak arany színezést, végleg visszakerült a címerre a spanyol királyi korona, a betűk hátterébe pedig keresztben egy lila csík került, ami Kasztíliát szimbolizálja. Ezt követően csak kisebb változtatások történtek, 2001-ben például megvastagították az arany motívumokat a címerben, valamint a kör egy vékony, tengerkék szegélyt kapott.
2014 szeptemberében a klub nagy összegű stratégiai szponzori szerződést kötött Abu Dhabi Nemzeti Bankjával, amelynek egyik feltétele az volt, hogy a klub címeréből távolítsák el a keresztet, tekintettel a többségben várhatóan muszlim vallású kártyatulajdonosokra. A klub vezetősége elfogadta követelést. (Hasonló alkut elsőként, 2010-ben az FC Barcelona kötött, melynek címeréből kivették Barcelona város jelképét, a piros keresztet).

## Mezszínek
A Real Madrid alapítása után még teljesen fehér mezben játszott, de még ugyanebben az évben, 1902-ben egy kék csík is rákerült a felsőre keresztben, és a maival ellentétben sötétkék sportszárban játszottak. A kék csíkkal ellátott mez egy angol csapat, a Corinthian FC mezéről lett mintázva. Szintén 1902-ben, a sötétkék sportszárat feketére cserélték. Az 1940-es évek elején az akkori edző ismét változtatott a csapat mezén, a hátuljára számok kerültek, a mez elején, bal felső sarokban pedig felkerült a klub címere. 1947. november 23-án, egy Atlético Madrid elleni mérkőzésen a Real Madrid lett az első spanyol csapat, akinek játékosai számozott mezben léptek pályára.
A Real Madrid idegenbeli meze teljesen fekete, de lehet még teljesen lila is. A mezeket 1998 óta az Adidas gyártja a csapatnak, a multinacionális céggel jelenleg is tart a szerződés. A klub első mezszponzora a Zanussi volt, a logójuk 1982-től 1985-ig szerepelt a csapat mezén. Ezután 1992-ig a Parmalat volt a csapat főszponzora. Ezt követően, 2001-ig a Teka logója szerepelt a klub mezén. A Teka logójának helyére egy szezon erejéig a klub hivatalos weboldalának címe, a realmadrid.com került, reklámozandó az oldalt. Ezután 2006-ig a Siemens volt a Real Madrid legfőbb támogatója. A Real következő mezszponzora egy szezonra a BenQ elektronikai cég volt. Ezután 5 évig fő szponzor a bwin.com, majd 2013-tól a Fly Emirates.

### Gyártók, mezszponzorok

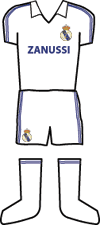
A Real Madrid meze 1982-ben

| Időszak   | Gyártó | Mezszponzor    |
| --------- | ------ | -------------- |
| 1980–1982 | Adidas | nem volt       |
| 1982–1985 | Adidas | Zanussi        |
| 1985–1986 | Adidas | Parmalat       |
| 1986–1989 | Hummel | Parmalat       |
| 1989–1990 | Hummel | Reny Picot     |
| 1990–1992 | Hummel | Otaysa         |
| 1992–1994 | Hummel | Teka           |
| 1994–1998 | Kelme  | Teka           |
| 1998–2001 | Adidas | Teka           |
| 2001–2002 | Adidas | Realmadrid.com |
| 2002–2005 | Adidas | Siemens Mobile |
| 2005–2006 | Adidas | Siemens        |
| 2006–2007 | Adidas | BenQ Siemens   |
| 2007–2012 | Adidas | bwin.com       |
| 2013–     | Adidas | Fly Emirates   |

## Stadion

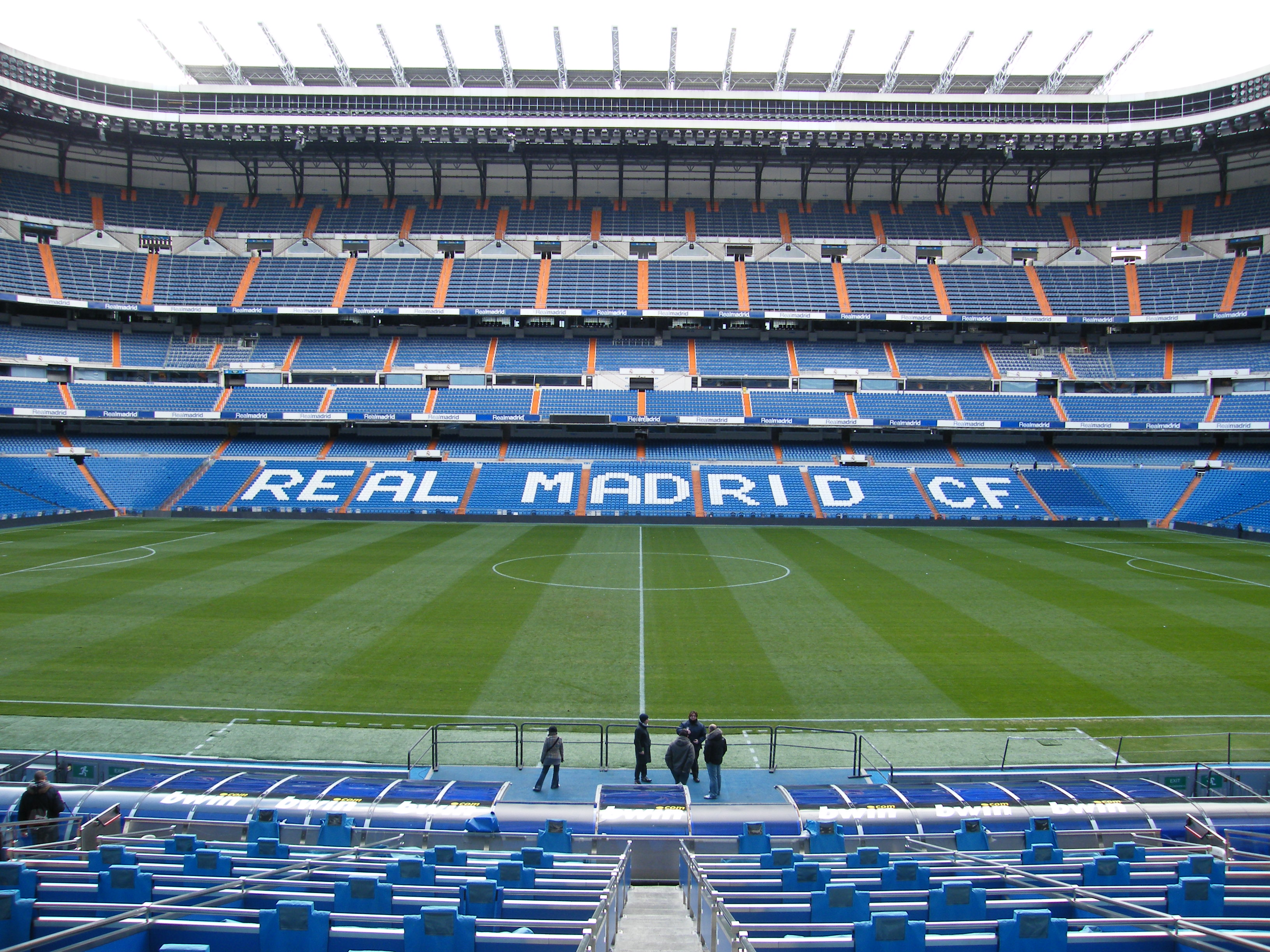
A Santiago Bernabéu stadion látképe

A klub alapítása után sokáig kisebb pályákon játszott, első nagyobb stadionjuk az 1912-ben átadott Campo de O’Donnell volt. Ez 11 évig maradt a Real hazai pályája. A korábbi egyszerű labdarúgópálya az utolsó években, amikor a Madrid ott játszott, már körülbelül hatezer néző befogadására is alkalmas volt. Ezt követően egy nyolcezer néző befogadására alkalmas stadionban, a Campo de Ciudad Lineal-ban játszottak. Ennek a stadionnak a nyitómeccsén négyezer (egyes feltételezések szerint nyolcezer) néző vett részt. Következő stadionjuk az Estadio Chamartín volt, amelyben már 22 500 néző foglalhatott helyet. A munkálatok 500 ezer pesetába kerültek, amit a korábbi játékos, Carlos López-Quesada, valamint az elnök, Pedro Parages és az igazgatósági tagok, José de la Pena, valamint Bernardo Menéndez finanszíroztak. A stadionnak nem volt hivatalos neve, de az emberek elsősorban Chamartínként említették, és később is így szerepelt mindenhol. Az első mérkőzést ebben a stadionban 1923. május 17-én vívták, a barátságos meccsen a Newcastle volt az ellenfél. A Real itt ünnepelhette első bajnoki címét. Az 1943-ban megválasztott elnök, Santiago Bernabéu Yeste egy idő után úgy gondolta, ez már nem elég nagy a klub ambícióihoz, és új stadiont építtetett. A ma a Bernabéu nevét viselő stadion 1947. december 14-én készült el.
A Bernabéu stadion befogadóképessége sokszor változott, 1953-ban például akár 120 ezren is elfértek a stadionban. Ezután a stadiont a biztonsági okok miatt átépítették, és fokozatosan egyre kevesebb néző befogadására volt alkalmas. Az UEFA előírása, miszerint a BL-meccseket nem rendezhetik olyan stadionban, ahol állóhelyek is vannak, a stadiont 1999-ben ismét átalakították. Jelenlegi formáját 2003-ban nyerte el, az akkori, közel 5000 férőhelyes bővítés után a stadionban jelenleg 80 354 fő foglalhat helyet.
A Bernabéu stadion több nagy torna döntőjének adott otthont, itt rendezték az 1964-es labdarúgó-Európa-bajnokság és az 1982-es labdarúgó-világbajnokság, valamint az 1957-es, az 1969-es és az 1980-as BEK-döntőt is. A Bajnokok Ligája döntőjét 2010-ben ismét itt rendezték.
Az Alfredo di Stéfano stadionban jelenleg a Real Madrid tartalékcsapata, a Castilla játssza mérkőzéseit. A stadiont 2006. május 9-ére teljesen felújították. A nyitómérkőzésen, az 1956-os BEK-döntő „visszavágóján”, a Stade de Reims ellen a Real Madrid 6–1 nyert, Antonio Cassano és Roberto Soldado 2-2, valamint Sergio Ramos és José Manuel Jurado 1-1 góljával. A stadion befogadóképessége jelenleg ötezer fő, nevét a Real korábbi játékosáról, Alfredo Di Stéfanoról kapta.

## Statisztikák és rekordok

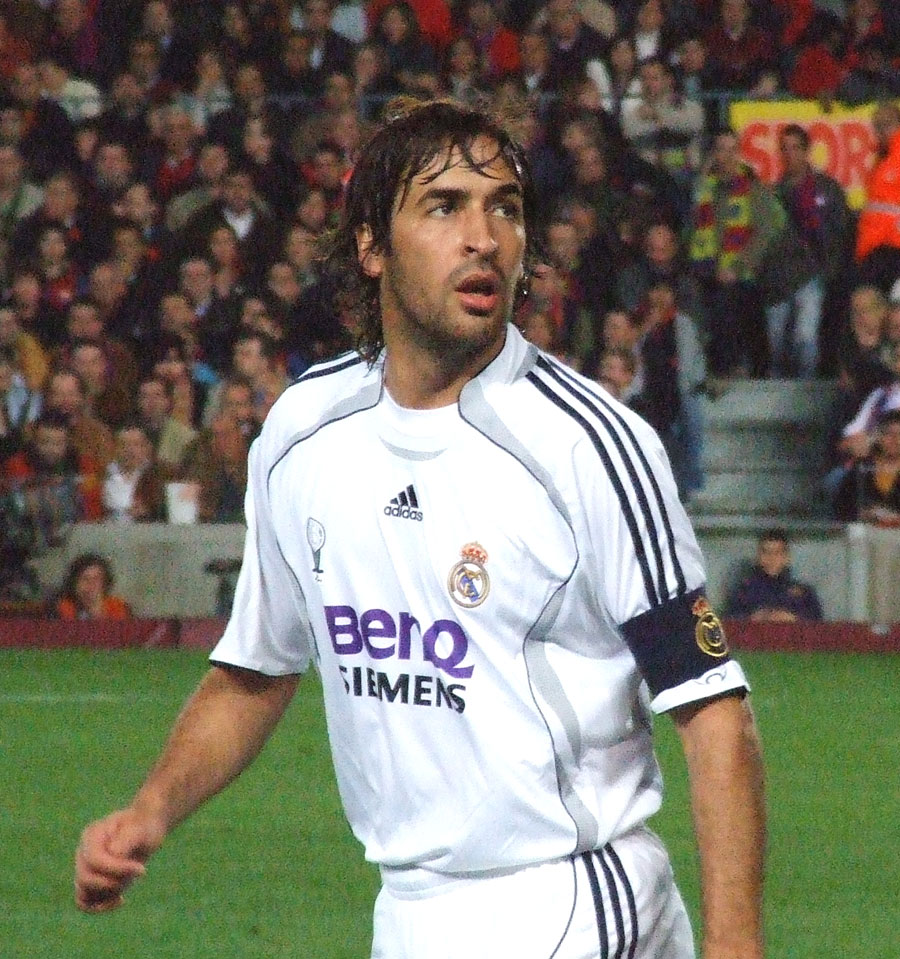
A klub korábbi játékosai közül Raúl lépett a legtöbb mérkőzésen pályára

A Real Madrid játékosai közül a legtöbb mérkőzésen Raúl lépett pályára, aki összesen 741 mérkőzést játszott le a Királyi Gárdában 1994 és 2010 között, míg a második helyen Santillana áll 643 lejátszott mérkőzéssel. A kapusok között Iker Casillas a csúcstartó 518 fellépéssel. A klub legtöbbszörös válogatott játékosa a portugál Luís Figo, aki 127 alkalommal szerepelt a portugál válogatottban (ebből 47-szer a Real Madrid játékosaként).
A Real Madrid legeredményesebb gólszerzője Cristiano Ronaldo 450 találattal, a második Raúl, aki 1994-től 2010-ig 323 alkalommal talált be az ellenfelek kapujába. Harmadik helyen, 307 találattal a klub tiszteletbeli elnöke, Alfredo Di Stéfano áll. A BL-ben is Cristiano Ronaldo vezeti az összetett góllövőlistát, 116 találattal. A korábbi rekorder Raúl volt 64 góllal. A portugál játékos a bajnokságban 350 gólt szerzett, ezzel ebben az összevetésben is az első helyen áll.
A Real Madrid legmagasabb hivatalos nézőszáma 83 329, egy 2006-os kupamérkőzésen voltak ennyien a lelátókon. A stadion jelenleg 80 354 néző befogadására alkalmas. A 2007–2008-as szezonban az átlagnézőszám 76 234 volt, a legmagasabb az európai labdarúgó-bajnokságokban. A klub több rekordot tart Spanyolországon belül is, többek között ők nyerték a legtöbb bajnoki címet (36), és a legtöbb egymás után megszerzett bajnoki cím (1960 és 1965, valamint 1985 és 1990 között sorozatban öt megszerzett bajnoki cím). 121 győztesen megvívott otthoni mérkőzése (1957. február 17. és 1965. március 7. között) szintén rekord, nemcsak Spanyolországban, hanem az egész világon is.
A klub nyerte meg legtöbbször, összesen 14 alkalommal a BEK-et (később Bajnokok Ligája). A legtöbb elődöntős mérkőzésen (21) is a Real szerepelt. A BL összesített góllövőlistáját 71 találattal a klub volt csapatkapitánya, Raúl vezeti. A második helyen szintén a klub volt játékosa, Ruud van Nistelrooy áll, 60 találattal. A Real Madrid legdrágább vétele Gareth Bale volt, akit 2013 nyarán igazoltak 95 millió euróért a Tottenham FC-től. A klub történetének második legdrágább átigazolása Cristiano Ronaldo 90 millió euróért, a harmadik helyen Zinédine Zidane áll 75 millióval. A klub legdrágábban eladott játékosa Robinho volt, akiért a Manchester City 2008-ban 42 millió eurót fizetett.

### Élvonalbeli bajnoki szereplések
A Real Madrid a 2024–2025-ös szezont is beleértve a 94. alkalommal, megszakítás nélkül vesz részt a spanyol labdarúgó-bajnokság küzdelmeiben. Ebből 36 alkalommal szerezte meg a bajnoki címet, amivel a bajnokság csúcstartója. Ezzel jelentősen megelőzi a bajnokság második legeredményesebb csapatát az FC Barcelona együttesét, mely 28 bajnokságot nyert meg. A klub legszebb és legeredményesebb periódusa az 1956-tól 1969-ig terjedő időszakra esik, ekkor 10 bajnoki címet és 3 ezüstérmet szerzett a csapat.
| Idény     | Helyezés | Idény   | Helyezés | Idény   | Helyezés | Idény   | Helyezés |
| --------- | -------- | ------- | -------- | ------- | -------- | ------- | -------- |
| 1929      | 2. hely  | 1929–30 | 5. hely  | 1930–31 | 6. hely  | 1931–32 | 1. hely  |
| 1932–33   | 1. hely  | 1933–34 | 2. hely  | 1934–35 | 2. hely  | 1935–36 | 2. hely  |
| 1939–40*  | 4. hely  | 1940–41 | 6. hely  | 1941–42 | 2. hely  | 1942–43 | 10. hely |
| 1943–44   | 7. hely  | 1944–45 | 2. hely  | 1945–46 | 4. hely  | 1946–47 | 7. hely  |
| 1947–48   | 11. hely | 1948–49 | 3. hely  | 1949–50 | 4. hely  | 1950–51 | 9. hely  |
| 1951–52   | 3. hely  | 1952–53 | 3. hely  | 1953–54 | 1. hely  | 1954–55 | 1. hely  |
| 1955–56   | 3. hely  | 1956–57 | 1. hely  | 1957–58 | 1. hely  | 1958–59 | 2. hely  |
| 1959–60   | 2. hely  | 1960–61 | 1. hely  | 1961–62 | 1. hely  | 1962–63 | 1. hely  |
| 1963–64   | 1. hely  | 1964–65 | 1. hely  | 1965–66 | 2. hely  | 1966–67 | 1. hely  |
| 1967–68   | 1. hely  | 1968–69 | 1. hely  | 1969–70 | 6. hely  | 1970–71 | 4. hely  |
| 1971–72   | 1. hely  | 1972–73 | 4. hely  | 1973–74 | 8. hely  | 1974–75 | 1. hely  |
| 1975–76   | 1. hely  | 1976–77 | 9. hely  | 1977–78 | 1. hely  | 1978–79 | 1. hely  |
| 1979–80   | 1. hely  | 1980–81 | 2. hely  | 1981–82 | 3. hely  | 1982–83 | 2. hely  |
| 1983–84   | 2. hely  | 1984–85 | 5. hely  | 1985–86 | 1. hely  | 1986–87 | 1. hely  |
| 1987–88   | 1. hely  | 1988–89 | 1. hely  | 1989–90 | 1. hely  | 1990–91 | 3. hely  |
| 1991–92   | 2. hely  | 1992–93 | 2. hely  | 1993–94 | 4. hely  | 1994–95 | 1. hely  |
| 1995–96   | 6. hely  | 1996–97 | 1. hely  | 1997–98 | 4. hely  | 1998–99 | 2. hely  |
| 1999–2000 | 5. hely  | 2000–01 | 1. hely  | 2001–02 | 3. hely  | 2002–03 | 1. hely  |
| 2003–04   | 4. hely  | 2004–05 | 2. hely  | 2005–06 | 2. hely  | 2006–07 | 1. hely  |
| 2007–08   | 1. hely  | 2008–09 | 2. hely  | 2009–10 | 2. hely  | 2010–11 | 2. hely  |
| 2011–12   | 1. hely  | 2012–13 | 2. hely  | 2013–14 | 3. hely  | 2014–15 | 2. hely  |
| 2015–16   | 2. hely  | 2016–17 | 1. hely  | 2017–18 | 3. hely  | 2018–19 | 3. hely  |
| 2019–20   | 1. hely  | 2020–21 | 2. hely  | 2021–22 | 1. hely  | 2022–23 | 2. hely  |
| 2023–24   | 1. hely  | 2024–25 | 2. hely  | 2025–26 |          | 2026–27 |          |

*A spanyol polgárháború miatt a bajnokság szünetelt a következő szezonokban: 1936–37, 1937–38 és 1938–39

### Nemzetközi szereplés
A Real Madrid eddig 15 alkalommal nyerte meg a BEK-et (később Bajnokok Ligája), ami rekord.
BEK/Bajnokok Ligája
| Idény     | Helyezés     | Idény   | Helyezés     | Idény   | Helyezés     | Idény   | Helyezés     |
| --------- | ------------ | ------- | ------------ | ------- | ------------ | ------- | ------------ |
| 1955–56   | 1. hely      | 1956–57 | 1. hely      | 1957–58 | 1. hely      | 1958–59 | 1. hely      |
| 1959–60   | 1. hely      | 1960–61 | Nyolcaddöntő | 1961–62 | 2. hely      | 1962–63 | Selejtező    |
| 1963–64   | 2. hely      | 1964–65 | Negyeddöntő  | 1965–66 | 1. hely      | 1966–67 | Negyeddöntő  |
| 1967–68   | Elődöntő     | 1968–69 | Nyolcaddöntő | 1969–70 | Nyolcaddöntő | 1970–71 | Nem indult   |
| 1971–72   | Nem indult   | 1972–73 | Elődöntő     | 1973–74 | Nem indult   | 1974–75 | Nem indult   |
| 1975–76   | Elődöntő     | 1976–77 | Nyolcaddöntő | 1977–78 | Nem indult   | 1978–79 | Nyolcaddöntő |
| 1979–80   | Elődöntő     | 1980–81 | 2. hely      | 1981–82 | Nem indult   | 1982–83 | Nem indult   |
| 1983–84   | Nem indult   | 1984–85 | Nem indult   | 1985–86 | Nem indult   | 1986–87 | Elődöntő     |
| 1987–88   | Elődöntő     | 1988–89 | Elődöntő     | 1989–90 | Nyolcaddöntő | 1990–91 | Negyeddöntő  |
| 1991–92   | Nem indult   | 1992–93 | Nem indult   | 1993–94 | Nem indult   | 1994–95 | Nem indult   |
| 1995–96   | Negyeddöntő  | 1996–97 | Nem indult   | 1997–98 | 1. hely      | 1998–99 | Negyeddöntő  |
| 1999–2000 | 1. hely      | 2000–01 | Elődöntő     | 2001–02 | 1. hely      | 2002–03 | Elődöntő     |
| 2003–04   | Negyeddöntő  | 2004–05 | Nyolcaddöntő | 2005–06 | Nyolcaddöntő | 2006–07 | Nyolcaddöntő |
| 2007–08   | Nyolcaddöntő | 2008–09 | Nyolcaddöntő | 2009–10 | Nyolcaddöntő | 2010–11 | Elődöntő     |
| 2011–12   | Elődöntő     | 2012–13 | Elődöntő     | 2013–14 | 1. hely      | 2014–15 | Elődöntő     |
| 2015–16   | 1. hely      | 2016–17 | 1. hely      | 2017–18 | 1. hely      | 2018–19 | Nyolcaddöntő |
| 2019–20   | Nyolcaddöntő | 2020–21 | Elődöntő     | 2021–22 | 1. hely      | 2022–23 | Elődöntő     |
| 2023–24   | 1. hely      | 2024–25 | Negyeddöntő  | 2025–26 | TBA          | 2026–27 | TBA          |

## Szurkolók, rivalizálások
A hazai mérkőzéseken az ülőhelyek nagy része a bérletesek részére van fenntartva, akiknek létszáma évek óta 60 000 felett van. Ahhoz, hogy valaki bérlethez juthasson, klubtagnak (socio) kell lennie. Világszerte több mint 1800 hivatalos, a klub által is elismert rajongói klub (peña) van.
A klubnak szerte a világon több milliós rajongótábora van, akik több klubbal is rivalizálnak. Ezek közül a legismertebb a Barcelonával való rivalizálás. A szurkolók egy csoportja, az Ultras Sur ismert szélsőjobboldali nézeteiről. Ez a szurkolói csoport jó viszonyt ápol az SS Lazio Irriducibili nevű csoportjával. Az Ultras Surt játékosokkal történt incidensek után többször vizsgálta már az UEFA.

### El Clásico
A Real Madrid egyik legnagyobb riválisa az FC Barcelona. A két klub rivalizálásának politikai okai is vannak, az ellentét legjobban a Franco-érában jelentkezett. Mivel a Real Madrid a Franco-rezsim támogatását élvezte, Katalónia pedig önállóságot követelt magának, a klub egyfajta fellegvár lett a politikai harcokban. Azokat a játékosokat, akik az egyik klubtól igazoltak a másikhoz, különösen nem szerették az ellenfél szurkolói. A leghírhedtebb eset Luís Figóval történt, aki 2000-ben igazolt a katalán klubtól a Real Madridhoz: egy 2002. évi egymás elleni mérkőzésen, mikor Figo szögletet készült elvégezni, a katalán klub szimpatizánsai többek között egy malacfejet dobtak a játékos irányába. A Barcelona az eset után 4000 eurós büntetést kapott. Korábban Alfredo Di Stéfano volt a Barcelona szurkolói által legjobban utált játékos, mivel a Real Madrid és a Barcelona egyaránt megpróbálta leigazolni a játékost. Di Stéfano végül a Real játékosa lett, és később a csapat egyik húzóemberévé vált. Mivel a Real és a Barcelona a két legeredményesebb csapat Spanyolországban, és szinte mindig esélyesek a bajnoki címre, az ellentét időről időre kiújul. Amikor 2009 nyarán a Barcelona bemutatta Zlatan Ibrahimović-ot a Nou Campban, a katalán szurkolók megvertek egy jelenlévő Real-szurkolót, majd fölgyújtották a mezét.

### El derbi madrileño

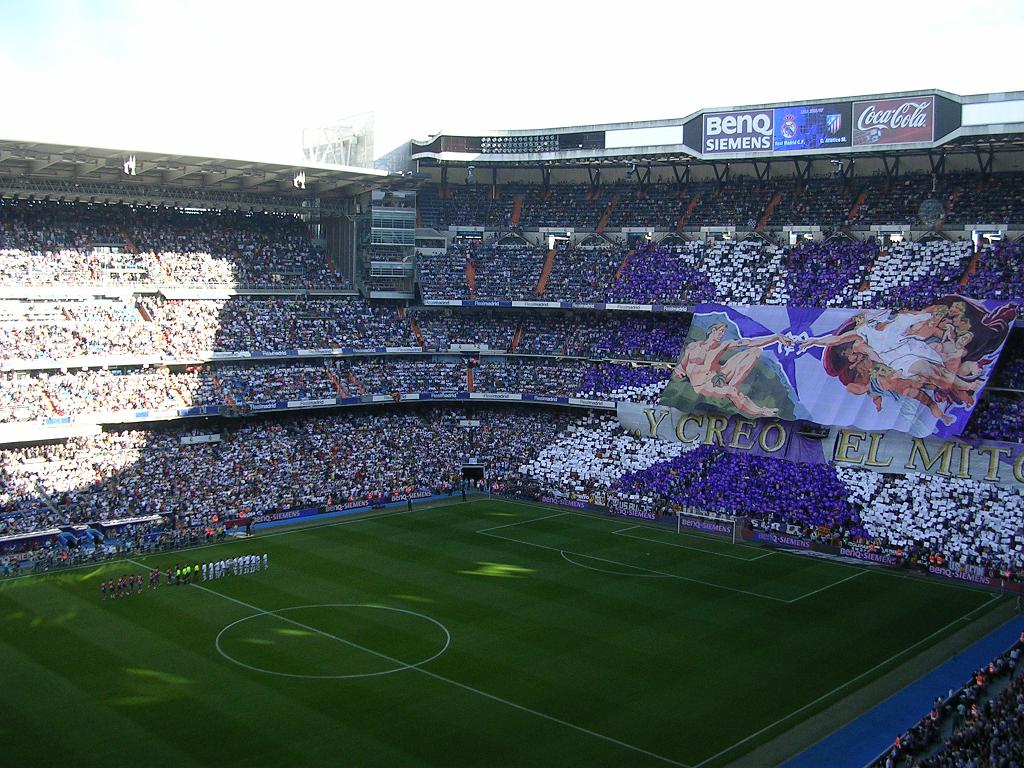
Egy 2006-os Real Madrid-Atlético Madrid meccs

A Real Madrid legközelebbi „szomszédja” a szintén madridi Atlético, és szintén a Real egyik legnagyobb riválisa. Bár a klubot baszk diákok alapították 1903-ban, a klubhoz több, a Realtól elküldött tag is csatlakozott, innen az ellentét oka. További ellentétre adott okot, hogy korábban a Real Madrid szurkolói főleg a középosztályból, míg az Atléticoé leginkább a munkásosztályból kerültek ki, de az ebből adódó ellentét mára már szinte teljesen eltűnt. A két csapat először 1929. február 21-én játszott egymás ellen a bajnokságban. Az első hivatalos el derbi madrileño-n a Real nyert 2–1-re. A két csapat nemzetközi mérkőzésen először az 1958–1959-es BEK elődöntőjében találkozott, ahol az első meccset 2–1-re a Real, míg a visszavágót 1–0-ra az Atlético nyerte. Újrajátszás után a Real Madrid jutott tovább. A következő két évben viszont a Real kétszer is kikapott fontos meccseken az Atléticótól, 1960-ban és 1961-ben is ez a két csapat játszotta a spanyol kupa döntőjét.
1961-től egészen az 1980-as évekig, amikor a Real Madrid dominált a bajnokságban, a kisebbik madridi klub volt a Real egyik legkomolyabb ellenfele, a Real mellett ők voltak a legsikeresebb csapat, 1966-ban, 1970-ben, 1973-ban 1977-ben is bajnoki címet tudtak szerezni. 1965-ben az Atlético szakította meg a királyi gárda nyolcéves otthoni veretlenségi sorozatát.

## Szakmai stáb
2024. augusztus 26-án lett frissítve.
| Vezetőség           | Vezetőség                 |
| ------------------- | ------------------------- |
| Elnök               | Florentino Pérez          |
| Alelnök             | Eduardo Fernández de Blas |
| Alelnők             | Pedro López Jiménez       |
| Tiszteletbeli elnök | Pirri                     |

| Edzői stáb | Edzői stáb       |
| ---------- | ---------------- |
| Vezetőedző | Carlo Ancelotti  |
| Segédedző  | Davide Ancelotti |
| Kapusedző  | Luis Llopis      |

| Rehabilitációs stáb | Rehabilitációs stáb |
| ------------------- | ------------------- |
| Erőnléti vezetőedző | Antonio Pintus      |
| Erőnléti edző       | Francesco Mauri     |
| Erőnléti segédedző  | Beniamino Fulco     |

## Vezetőség
| Elnök                                                              | Florentino Pérez          |
| Elnök-helyettes                                                    | Fernando Fernández Tapias |
| Tiszteletbeli elnök                                                | Pirri                     |
| A Real Madrid Alapítvány Vezérigazgató                             | Emilio Butragueño         |
| A Real Madrid Alapítvány Vezérigazgató-helyettes/Elnök tanácsadója | Iker Casillas             |
| Marketing menedzsment                                              | Roberto Carlos            |

## Játékoskeret
Legutóbb frissítve: 2025. augusztus 14-én lett.
| Mezszám       | Név                             | Nemzet  | Posztok     | Szül. év (kor)                | Honnan érkezett     | Pályára lépések | Gólok   | Átigazolás ideje                    | Átigazolás vége  | átigazolás összege (€):                                      | Érték (€):    |
| Kapusok       | Kapusok                         | Kapusok | Kapusok     | Kapusok                       | Kapusok             | Kapusok         | Kapusok | Kapusok                             | Kapusok          | Kapusok                                                      | Kapusok       |
| ------------- | ------------------------------- | ------- | ----------- | ----------------------------- | ------------------- | --------------- | ------- | ----------------------------------- | ---------------- | ------------------------------------------------------------ | ------------- |
| 1             | Thibaut Courtois                | BEL     | kapus       | 1992. május 11. (33 éves)     | Chelsea             | 235             | 0       | 2018. augusztus 9.                  | 2026. június 30. | 35 Millió €                                                  | 28 Millió €   |
| 13            | Andrij Lunyin                   | UKR     | kapus       | 1999. február 11. (26 éves)   | Zorja Luhanszk      | 48              | 0       | 2018. július 1.                     | 2025. június 30. | 8.5 Millió €                                                 | 25 Millió €   |
| Védők         |                                 |         |             |                               |                     |                 |         |                                     |                  |                                                              |               |
| 2             | Dani Carvajal CSK               | ESP     | védő        | 1992. január 12. (33 éves)    | Bayer Leverkusen    | 416             | 13      | 2013. július 1.                     | 2025. június 30. | 6,5 Millió € az utánpótlás rendszerből került fel            | 12 Millió €   |
| 3             | Éder Militão                    | BRA     | védő        | 1998. január 18. (27 éves)    | Porto               | 155             | 11      | 2019. július 1.                     | 2028. június 30. | 50 Millió €                                                  | 60 Millió €   |
| 4             | David Alaba                     | AUT     | védő        | 1992. június 24. (33 éves)    | Bayern München      | 102             | 5       | 2021. július 1.                     | 2026. június 30. | ingyen                                                       | 20 Millió €   |
| 12            | Trent Alexander-Arnold          | ENG     | védő        | 1998. október 7. (26 éves)    | Liverpool           | 356             | 23      | 2025. június 12.                    | 2031. június 30. | 10 Millió €                                                  | 75 Millió €   |
| 18            | Álvaro Carreras                 | ESP     | védő        | 2003. március 23. (22 éves)   | Benfica             | 65              | 5       | 2025. július 15.                    | 2031. június 30. | 50 Millió €                                                  | 34,3 Millió € |
| 20            | Fran García                     | ESP     | védő        | 1999. augusztus 14. (26 éves) | Rayo Vallecano      | 32              | 1       | 2023. július 2.                     | 2027. június 30. | 5 Millió € (eredetileg az utánpótlás rendszerből került fel) | 15 Millió €   |
| 22            | Antonio Rüdiger                 | GER     | védő        | 1993. március 3. (32 éves)    | Chelsea             | 101             | 4       | 2022. július 1.                     | 2026. június 30. | ingyen                                                       | 25 Millió €   |
| 23            | Ferland Mendy                   | FRA     | védő        | 1995. június 8. (30 éves)     | Lyon                | 169             | 6       | 2019. július 1.                     | 2025. június 30. | 48 Millió €                                                  | 22 Millió €   |
| 24            | Dean Huijsen                    | ESP     | védő        | 2005. április 14. (20 éves)   | Bournemouth         | 36              | 3       | 2025. június 10.                    | 2030. június 30. | 57,9 Millió €                                                | 60 Millió €   |
| Középpályások |                                 |         |             |                               |                     |                 |         |                                     |                  |                                                              |               |
| 5             | Jude Bellingham                 | ENG     | középpályás | 2003. június 29. (22 éves)    | Borussia Dortmund   | 42              | 23      | 2023. július 1.                     | 2029. június 30. | 103 Millió €                                                 | 180 Millió €  |
| 6             | Eduardo Camavinga               | FRA     | középpályás | 2002. november 10. (22 éves)  | Stade Rennais       | 145             | 2       | 2021. augusztus 31.                 | 2029. június 30. | 30 Millió €                                                  | 100 Millió €  |
| 8             | Federico Valverde CSK-helyettes | URU     | középpályás | 1998. július 22. (27 éves)    | Peñarol             | 258             | 19      | 2016. július 22.                    | 2029. június 30. | 5 Millió €                                                   | 120 Millió €  |
| 14            | Aurélien Tchouaméni             | FRA     | középpályás | 2000. január 27. (25 éves)    | AS Monaco           | 88              | 3       | 2022. július 1.                     | 2028. június 30. | 80 Millió €                                                  | 100 Millió €  |
| 15            | Arda Güler                      | TUR     | középpályás | 2005. február 25. (20 éves)   | Fenerbahçe          | 12              | 6       | 2023. július 6.                     | 2029. június 30. | 20 Millió €                                                  | 30 Millió €   |
| 19            | Dani Ceballos                   | ESP     | középpályás | 1996. augusztus 7. (29 éves)  | Betis               | 147             | 7       | 2017. július 14.                    | 2027. június 30. | 18 Millió €                                                  | 6 Millió €    |
| Csatárok      |                                 |         |             |                               |                     |                 |         |                                     |                  |                                                              |               |
| 7             | Vinícius                        | -       | csatár      | 2000. július 12. (25 éves)    | Flamengo            | 264             | 83      | 2018. július 12.                    | 2027. június 30. | 45 Millió €                                                  | 180 Millió €  |
| 9             | Endrick                         | BRA     | csatár      | 1999. augusztus 3. (26 éves)  | AC Milan            | 65              | 14      | 2023. július 1. (kölcsönből vissza) | 2027. június 30. | 17 Millió € (2019. január 6.)                                | 40 Millió €   |
| 10            | Kylian Mbappé                   | FRA     | csatár      | 1998. december 20. (26 éves)  | Paris Saint-Germain | 0               | 0       | 2024. július 1.                     | 2029. június 30. | ingyen                                                       | 180 Millió €  |
| 11            | Rodrygo                         | BRA     | csatár      | 2001. január 9. (24 éves)     | Santos              | 216             | 54      | 2019. július 1.                     | 2028. június 30. | 45 Millió €                                                  | 110 Millió €  |
| 30            | Franco Mastantuono              | ARG     | csatár      | 2007. augusztus 14. (18 éves) | River Plate         | 64              | 10      | 2025. augusztus 14.                 | 2031. június 30. | 45 Millió €                                                  | 30 Millió €   |

### Tartalékok akik az első csapathoz tartoznak
| #  |     | Poszt | Név             |
| -- | --- | ----- | --------------- |
| 26 | ESP | K     | Luis López      |
| 30 | ESP | K     | Fran González   |
| 31 | ESP | K     | Lucas Cañizares |
| 34 | ESP | V     | Álvaro Carrillo |
| 36 | BRA | V     | Vinicius Tobias |
| 37 | ESP | KP    | Edgar Pujol     |
| 33 | ESP | CS    | Gonzalo García  |
| —  | BRA | KP    | Reinier         |
| —  | ESP | CS    | Juanmi Latasa   |
| 35 | ESP | V     | Raúl Asencio    |

### Kölcsönben
| # |  | Poszt | Név |
| - |  | ----- | --- |

## Csapatkapitányok
Zárójelben a bajnoki mérkőzéseken szerzett gólok találhatóak.

| Játékos              | A klubnál           | Csapatkapitányként | Mezszám | Mérkőzések | Helyettes-csapatkapitány(ok)                                  |
| -------------------- | ------------------- | ------------------ | ------- | ---------- | ------------------------------------------------------------- |
| Luka Modrić          | 2012–2025           | 2024–2025          | 10      | 359 (28)   | Dani Carvajal Federico Valverde                               |
| Nacho                | 2011–2024           | 2023–2024          | 6       | 364 (16)   | Luka Modrić Dani Carvajal Toni Kroos                          |
| Karim Benzema        | 2009–2023           | 2022–2023          | 9       | 648 (354)  | Nacho Luka Modrić Dani Carvajal                               |
| Marcelo              | 2007–2022           | 2021–2022          | 12      | 534 (38)   | Karim Benzema Nacho Luka Modrić                               |
| Sergio Ramos         | 2005–2021           | 2015–2021          | 4       | 671 (101)  | Marcelo Karim Benzema Raphaël Varane Nacho                    |
| Iker Casillas        | 1999–2015           | 2010–2015          | 1       | 593 (0)    | Sergio Ramos Marcelo Pepe Cristiano Ronaldo Gonzalo Higuaín   |
| Raúl                 | 1994–2010           | 2003–2010          | 7       | 741 (323)  | Guti Míchel Salgado Iker Casillas Roberto Carlos Sergio Ramos |
| Fernando Hierro      | 1989–2003           | 2001–2003          | 4       | 598 (126)  | Raúl                                                          |
| Manuel Sanchís       | 1983–2001           | 1993–2001          | 5       | 710 (49)   | Fernando Hierro Fernando Redondo Raúl                         |
| Chendo               | 1982–1998           | 1989–1993          | 2       | 497 (3)    |                                                               |
| José Antonio Camacho | 1974–1989           | 1988–1989          | –       | 577 (11)   |                                                               |
| Carlos Santillana    | 1971–1988           | 1986–1988          | 9       | 632 (352)  |                                                               |
| Miguel Ángel         | 1967–1986           | 1980–1986          | –       | 346 (0)    |                                                               |
| Pirri                | 1964–1980           | 1976–1980          | –       | 561 (172)  |                                                               |
| Amancio              | 1962–1976           | 1974–1976          | 7       | 471 (142)  |                                                               |
| Ignacio Zoco         | 1962–1974           | 1971–1974          | –       | 400? (8?)  |                                                               |
| Francisco Gento      | 1953–1971           | 1962–1971          | 11      | 761 (253)  |                                                               |
| José María Zárraga   | 1951–1962           | 1960–1962          | –       | ? (?)      |                                                               |
| Juan Alonso          | 1949–1960           | 1958–1960          | –       | ? (?)      |                                                               |
| Miguel Muñoz         | 1948–1958           | 1956–1958          | –       | 275 (24)   |                                                               |
| Luis Molowny         | 1946–1957           | 1952–1956          | –       | ? (?)      |                                                               |
| Clemente Fernández   | 1942–1952           | 1950–1952          | –       | ? (?)      |                                                               |
| Sabino Barinaga      | 1939–1950           | 1949–1950          | –       | ? (?)      |                                                               |
| Juan Antonio Ipiña   | 1939–1949           | 1944–1949          | –       | 232? (7)?  |                                                               |
| José Ramón Sauto     | 1933–1944           | 1942–1944          | –       | 143 (0)    |                                                               |
| Juan Antonio Ipiña   | 1930–1942           | 1939–1942          | –       | ? (?)      |                                                               |
| Eugenio Hilario      | 1930–1936           | 1935–1936          | –       | 74? (20?)  |                                                               |
| Félix Quesada        | 1922–1936           | 1928–1935          | –       | 242 (32)   |                                                               |
| Félix Quesada        | 1921–1928           | 1927–1928          | –       | 85 (27)    |                                                               |
| Perico Escobal       | 1921–1928           | 1924–1927          | –       | 82 (2)     |                                                               |
| Juan Monjardín       | 1918–1929           | 1921–1924          | –       | 74 (5)     |                                                               |
| Santiago Bernabéu    | 1911–1928           | 1915–1921          | –       | 79 (68)    |                                                               |
| José María Castell   | ?–?                 | 1914–1915          | –       | ? (?)      |                                                               |
| José Berraondo       | 1904–1909           | 1905–1909          | –       | ? (?)      |                                                               |
| Luciano Lizárraga    | ?–?                 | 1904–1905          | –       | ? (?)      |                                                               |
| Federico Revuelto    | 1902–1912           | 1903–1904          | –       | ? (?)      |                                                               |
| José Giralt          | 1900–1903 1904–1907 | 1902–1903          | –       | ? (?)      |                                                               |
| Arthur Johnson       | 1901–1904           | 1901–1902          | –       | ? (?)      |                                                               |

## A klub világ- és Európa-bajnok labdarúgói
Az alábbi listában azok a játékosok szerepelnek, akik a klub játékosai voltak, amikor a nemzeti válogatottjukkal világbajnoki vagy az Európa-bajnoki címet szereztek.

### A klub világbajnok labdarúgói
- Günter Netzer (1974)
- Paul Breitner (1974)
- Jorge Valdano (1986)
- Christian Karembeu (1998)
- Roberto Carlos (2002)
- Ronaldo (2002)
- Fabio Cannavaro (2006)
- Iker Casillas (2010)
- Álvaro Arbeloa (2010)
- Sergio Ramos (2010)
- Raúl Albiol (2010)
- Xabi Alonso (2010)
- Sami Khedira (2014)
- Toni Kroos (2014)
- Raphaël Varane (2018)

- Kylian Mbappé (2018)

### A klub Európa-bajnok labdarúgói
- Amancio (1964)
- Félix Ruiz (1964)
- José Vicente Train (1964)
- Ignacio Zoco (1964)
- Uli Stielike (1980)
- Nicolas Anelka (2000)
- Zinédine Zidane (2000)
- Claude Makélélé (2000)
- Iker Casillas (2008, 2012)
- Sergio Ramos (2008, 2012)
- Rubén de la Red (2008)
- Xabi Alonso (2008, 2012)
- Álvaro Arbeloa (2008, 2012)
- Raúl Albiol (2008, 2012)
- Cristiano Ronaldo (2016)
- Pepe (2016)

## Híresebb vezetőedzők
A csapatnak megalapítása óta 41 vezetőedzője volt. Az első az angol Arthur Johnson, aki 10 évig volt a Real Madrid vezetőedzője, ezalatt ötször nyerték meg a Király-kupát. A legtovább Miguel Muñoz volt a klub vezetőedzője, 1960 és 1974 között összesen 604 mérkőzésen ülhetett le a kispadra. A győzelmeket számolva a legsikeresebb edző Luis Carniglia volt, aki a Real edzőjeként mérkőzéseinek 69,81 százalékát megnyerte, míg a legkevésbé sikeres Jacinto Quincoces, aki „mindössze” 37,21 százalékát nyerte meg mérkőzéseinek.
Ebben a táblázatban csak azok a vezetőedzők szerepelnek, akik legalább 1 trófeát nyertek a klubbal. 
| Edző               | A klubnál                        | Trófeák | Trófeák | Trófeák | Trófeák | Trófeák    | Trófeák    | Trófeák    | Trófeák    | Összesen |
| Edző               | A klubnál                        | Hazai   | Hazai   | Hazai   | Hazai   | Nemzetközi | Nemzetközi | Nemzetközi | Nemzetközi | Összesen |
| Edző               | A klubnál                        | Sb      | Sk      | SSz     | LK      | BL         | UK         | USzK       | IK         | Összesen |
| ------------------ | -------------------------------- | ------- | ------- | ------- | ------- | ---------- | ---------- | ---------- | ---------- | -------- |
| Arthur Johnson     | 1910–1920                        | 0       | 5       | 0       | 0       | 0          | 0          | 0          | 0          | 5        |
| Hertzka Lipót      | 1930–1932                        | 1       | 0       | 0       | 0       | 0          | 0          | 0          | 0          | 1        |
| Robert E. Firth    | 1932–1934                        | 1       | 0       | 0       | 0       | 0          | 0          | 0          | 0          | 1        |
| Francisco Bru      | 1934–1941                        | 0       | 1       | 0       | 0       | 0          | 0          | 0          | 0          | 1        |
| Jacinto Quincoces  | 1945–1946, 1947–1948             | 0       | 1       | 0       | 0       | 0          | 0          | 0          | 0          | 1        |
| Baltasar Albéniz   | 1946–1947, 1950–1951             | 0       | 1       | 0       | 0       | 0          | 0          | 0          | 0          | 1        |
| José Villalonga    | 1954–1957                        | 2       | 0       | 0       | 0       | 2          | 0          | 0          | 0          | 4        |
| Luis Carniglia     | 1957–1959, 1959                  | 1       | 0       | 0       | 0       | 2          | 0          | 0          | 0          | 3        |
| Miguel Muñoz       | 1959, 1960–1974                  | 9       | 2       | 0       | 0       | 2          | 0          | 0          | 1          | 14       |
| Miljan Miljanić    | 1974–1977                        | 2       | 1       | 0       | 0       | 0          | 0          | 0          | 0          | 3        |
| Vujadin Boškov     | 1979–1982                        | 1       | 1       | 0       | 0       | 0          | 0          | 0          | 0          | 2        |
| Luis Molowny       | 1974, 1977–1979, 1982, 1985–1986 | 3       | 3       | 0       | 1       | 0          | 2          | 0          | 0          | 9        |
| Leo Beenhakker     | 1986–1989, 1992                  | 3       | 1       | 1       | 0       | 0          | 0          | 0          | 0          | 5        |
| John Toshack       | 1989–1990, 1999                  | 1       | 0       | 1       | 0       | 0          | 0          | 0          | 1          | 3        |
| Alfredo Di Stéfano | 1990–1991                        | 0       | 0       | 1       | 0       | 0          | 0          | 0          | 0          | 1        |
| Benito Floro       | 1992–1994                        | 0       | 1       | 1       | 0       | 0          | 0          | 0          | 0          | 2        |
| Vicente del Bosque | 1994, 1999–2003                  | 2       | 0       | 1       | 0       | 2          | 0          | 1          | 1          | 7        |
| Jorge Valdano      | 1994–1996                        | 1       | 0       | 0       | 0       | 0          | 0          | 0          | 0          | 1        |
| Fabio Capello      | 1996–1997, 2006–2007             | 2       | 0       | 0       | 0       | 0          | 0          | 0          | 0          | 2        |
| Jupp Heynckes      | 1997–1998                        | 0       | 0       | 1       | 0       | 1          | 0          | 0          | 0          | 2        |
| Guus Hiddink       | 1998–1999                        | 0       | 0       | 0       | 0       | 0          | 0          | 0          | 1          | 1        |
| Carlos Queiroz     | 2003–2004                        | 0       | 0       | 1       | 0       | 0          | 0          | 0          | 0          | 1        |
| Bernd Schuster     | 2007–2008                        | 1       | 0       | 1       | 0       | 0          | 0          | 0          | 0          | 2        |
| José Mourinho      | 2010–2013                        | 1       | 1       | 1       | 0       | 0          | 0          | 0          | 0          | 3        |
| Carlo Ancelotti    | 2013–2015, 2021-23               | 1       | 1       | 1       | 0       | 2          | 0          | 1          | 2          | 8        |
| Zinédine Zidane    | 2016–2018, 2019-2021             | 2       | 0       | 2       | 0       | 3          | 0          | 2          | 2          | 11       |
| Santiago Solari    | 2018–2019                        | 0       | 0       | 0       | 0       | 0          | 0          | 0          | 1          | 1        |

## Elnökök

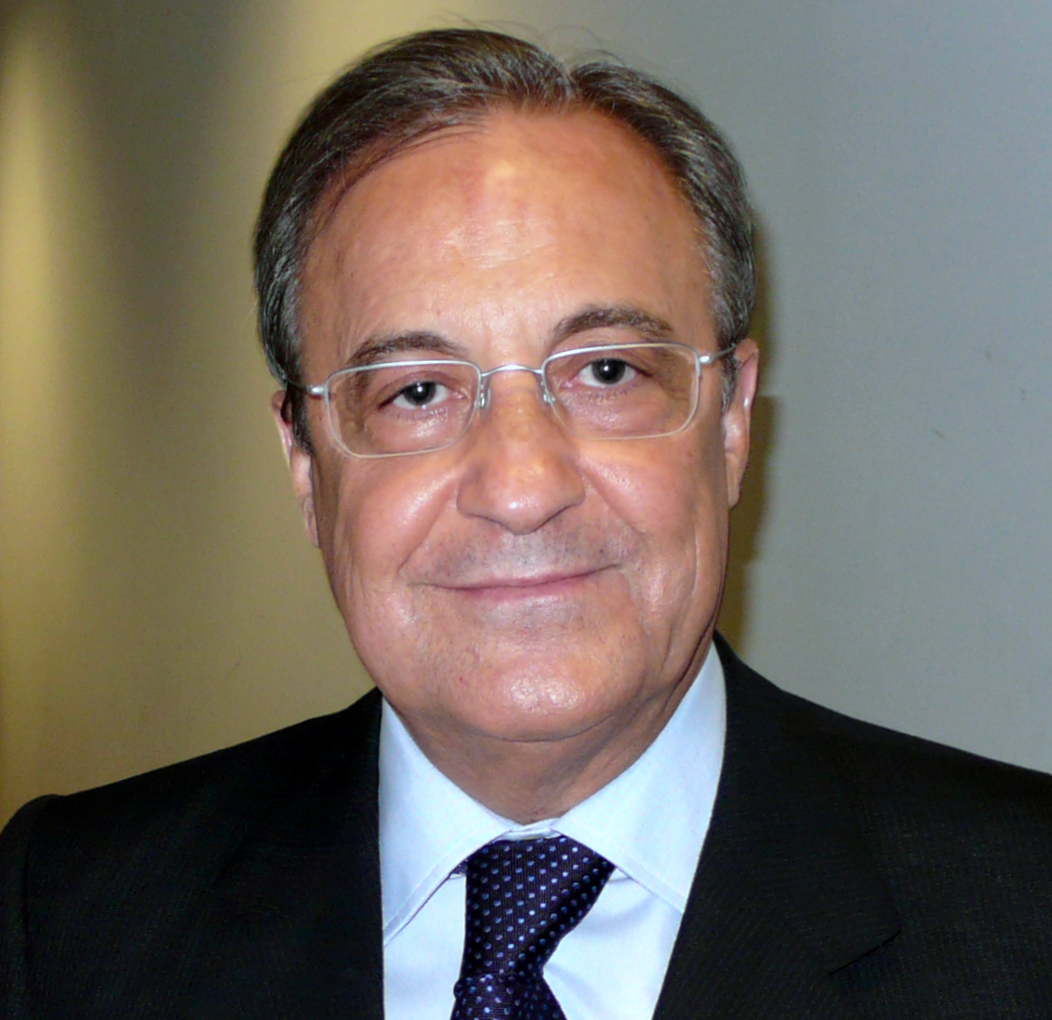
Florentino Pérez, a klub jelenlegi elnöke.

A klubnak alapítása óta 16 elnöke volt, mind spanyol. Legtovább a klub stadionjának későbbi névadója, Santiago Bernabéu Yeste volt a klub elnöke, aki 1943-tól 1978-ig töltötte be ezt a pozíciót. 2000 júliusában Alfredo Di Stéfanót a klub tiszteletbeli elnökének választották.
2009. június 1. szerint
| Név                     | Tól                  | Ig                   |
| ----------------------- | -------------------- | -------------------- |
| Julián Palacios         | 1900                 | 1902. március 6.     |
| Juan Padrós             | 1902. március 6.     | 1904 januárja        |
| Carlos Padrós           | 1904 januárja        | 1908.                |
| Adolfo Meléndez         | 1908.                | 1916 júliusa         |
| Pedro Parages           | 1916 júliusa         | 1926. május 16.      |
| Luis de Urquijo         | 1926. május 16.      | 1930.                |
| Luis Usera              | 1930.                | 1935. május 31.      |
| Rafael Sánchez Guerra   | 1935. május 31.      | 1936. augusztus 4.   |
| Adolfo Meléndez         | 1936. augusztus 4.   | 1940                 |
| Antonio Santos Peralba  | 1940.                | 1943. szeptember 11. |
| Santiago Bernabéu Yeste | 1943. szeptember 11. | 1978. június 2.      |
| Luis de Carlos          | 1978 szeptembere     | 1985. május 24.      |
| Ramón Mendoza           | 1985. május 24.      | 1995. november 26.   |
| Lorenzo Sanz            | 1995. november 26.   | 2000. július 16.     |
| Florentino Pérez        | 2000. július 16.     | 2006. február 27.    |
| Fernando Martín Álvarez | 2006. február 27.    | 2006. április 26.    |
| Luis Gómez-Montejano    | 2006. április 26.    | 2006. július 2.      |
| Ramón Calderón          | 2006. július 2.      | 2009. január 16.     |
| Vicente Boluda          | 2009. január 16.     | 2009. május 31.      |
| Florentino Pérez        | 2009. június 1.      | Jelenleg             |

## Eredmények

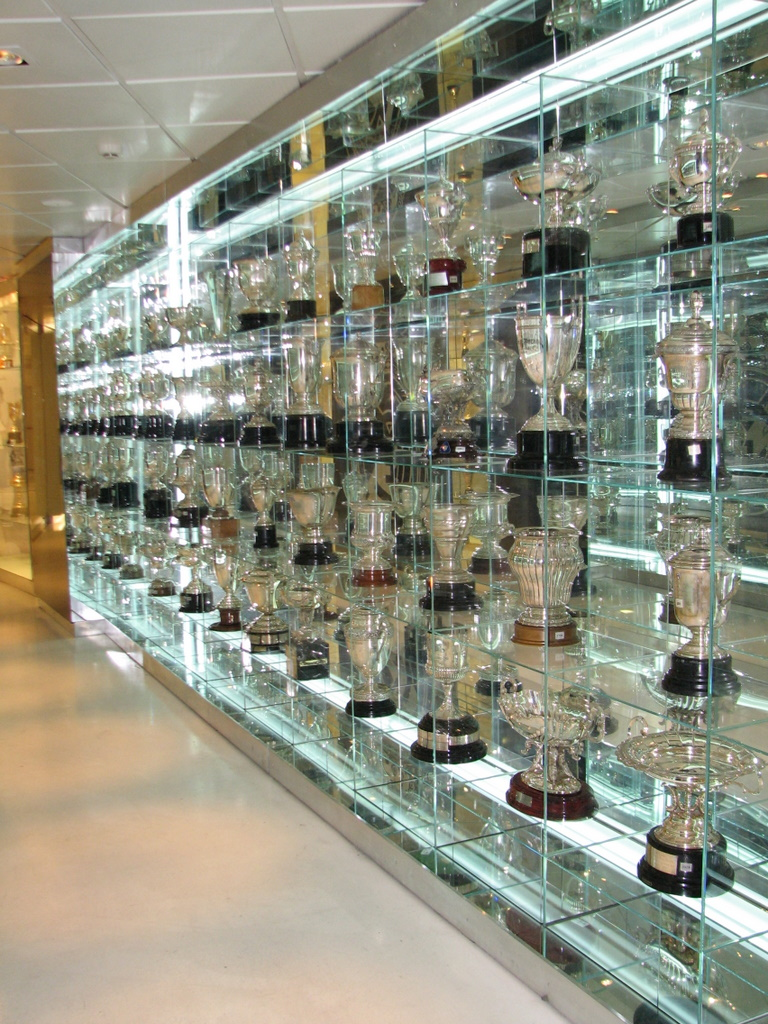
A Real Madrid kupáinak egy része

### Hazai
- Spanyol bajnokság – La Liga[94]

Bajnok (36 – rekord): 1931–32, 1932–33, 1953–54, 1954–55, 1956–57, 1957–58, 1960–61, 1961–62, 1962–63, 1963–64, 1964–65, 1966–67, 1967–68, 1968–69, 1971–72, 1974–75, 1975–76, 1977–78, 1978–79, 1979–80, 1985–86, 1986–87, 1987–88, 1988–89, 1989–90, 1994–95, 1996–97, 2000–01, 2002–03, 2006–07, 2007–08, 2011–12, 2016–17, 2019–20, 2021–22, 2023-24
Második (23): 1929, 1933–34, 1934–35, 1935–36, 1941–42, 1944–45, 1958–59, 1959–60, 1965–66, 1980–81, 1982–83, 1983–84, 1991–92, 1992–93, 1998–99, 2004–05, 2005–06, 2008–09, 2012–13, 2014–15, 2015–16, 2020–21, 2022-23,
- Spanyol kupa – Copa del Rey[94]

Győztes (19): 1904–05, 1905–06, 1906–07, 1907–08, 1916–17, 1933–34, 1935–36, 1945–46, 1946–47, 1961–62, 1969–70, 1973–74, 1974–75, 1979–80, 1981–82, 1988–89, 1992–93, 2010–11, 2012–13, 2022–23
Döntős (20): 1902–03, 1915–16, 1917–18, 1923–24, 1928–29, 1929–30, 1932–33, 1939–40, 1942–43, 1957–58, 1959–60, 1960–61, 1967–68, 1978–79, 1982–83, 1989–90, 1991–92, 2001–02, 2003–04, 2013–14,
- Spanyol szuperkupa – Supercopa de España[95]

Győztes (12 -): 1988, 1989*, 1990, 1993, 1997, 2001, 2003, 2008, 2012, 2017, 2019, 2022, 2024
Döntős (5): 1982, 1995, 2007, 2011, 2014,
(* Megnyerte a bajnokságot és a kupát is.)
- Spanyol ligakupa – Copa de la Liga[96]

Győztes (1): 1984–85
Döntős (1): 1982–83

### Nemzetközi
- BEK/BL[94]

Győztes (15– rekord): 1955–56, 1956–57, 1957–58, 1958–59, 1959–60, 1965–66, 1997–98, 1999–2000, 2001–02, 2013–14, 2015–16, 2016–17, 2017–18, 2021–22,2023-24
Döntős (3): 1961–62, 1963–64, 1980–81
- Interkontinentális kupa[94]

Győztes (3 – rekord): 1960, 1998, 2002,
Döntős (2): 1966, 2000
- UEFA-kupa[94]

Győztes (2): 1984–85, 1985–86
- KEK

Döntős (2): 1970–71, 1982–83
- UEFA-szuperkupa[94]

Győztes (5): 2002, 2014, 2016, 2017, 2024
Döntős (3): 1998, 2000, 2018
- FIFA-klubvilágbajnokság

Győztes (4): 2014, 2016, 2017, 2018

### Egyéni címek
- Pichichi-trófea: 28 (rekord)

Manuel Olivares (16 gól, 1933), Pahiño (28 gól, 1952), Alfredo Di Stéfano: (27 gól, 1954; 24 gól, 1956; 31 gól, 1957; 19 gól, 1958; 23 gól, 1959), Puskás Ferenc (26 gól, 1960; 27 gól, 1961; 26 gól, 1963; 20 gól, 1964), Amancio (14 gól, 1969; 16 gól, 1970), Juanito (17 gól, 1984), Hugo Sánchez (22 gól, 1986; 34 gól, 1987; 29 gól, 1988; 38 gól, 1990), Emilio Butragueño (19 gól, 1991), Iván Zamorano (28 gól ,1995), Raúl: (25 gól, 1999; 24 gól, 2001), Ronaldo (24 gól, 2004), Ruud van Nistelrooy (25 gól, 2007), Cristiano Ronaldo (40 gól, 2011; 31 gól, 2014; 48 gól, 2015), Karim Benzema (27 gól, 2022)
- Zamora-díj: 17

Ricardo Zamora (1932, 1933), José Bañón (1946), José Adelarpe Alonso (1955), José Vicente Train (1961, 1963, 1964), José Araquistain (1962), Antonio Betancort (1965, 1967), Andrés Zapico Junquera (1968), Miguel Ángel (1976), Agustín (1983), Paco Buyo (1988, 1992), Iker Casillas (2008), Thibaut Courtois (2020)
- Aranylabda: 11

Alfredo Di Stéfano (1957, 1959), Raymond Kopa (1958), Luís Figo (2000), Michael Owen (2001), Ronaldo (2002), Fabio Cannavaro (2006) Cristiano Ronaldo (2016, 2017) Luka Modrić (2018) Karim Benzema (2022)
- FIFA Aranylabda: 2

Cristiano Ronaldo (2013, 2014)
- Az év labdarúgója: 4

Luís Figo (2001), Ronaldo (2002), Zinédine Zidane (2003), Fabio Cannavaro (2006)
- Európai aranycipő: 4

Hugo Sánchez (38 gól, 1990), Cristiano Ronaldo (40 gól, 2011; 31 gól, 2014; 48 gól, 2015)
- Trofeo Bravo: 3

Emilio Butragueño (1985, 1986), Iker Casillas (2000)

## Utánpótlás
Az egyesület tartalékcsapata a Real Madrid Castilla (Real Madrid B). Az akadémia beceneve La Fábrica (magyarul: a gyár).

## Magyarországon
A klub több népszerű szurkolói oldallal is rendelkezik Magyarországon, ezek közül a legismertebb a penamadridista.hu, amely a Real Madrid C. F. által hivatalosan is elismert Real Madrid Magyar Szurkolói Egyesület honlapja.

## Ajánlott irodalom
- Dénes Tamás, Rochy Zoltán : Real Madrid ISBN 963-86167-5-X
- Phil Ball: Morbo: The Story of Spanish Football ISBN 0-9540134-6-8
- Phil Ball: White Storm: The Story of Real Madrid ISBN 1-84018-763-8
- Steve McManaman, Sarah Edworthy: El Macca: Four Years with Real Madrid ISBN 0-7434-8920-9
- Luis Miguel González, Luis González López, Fundación Real Madrid: Real Madrid: Cien años de leyenda, 1902-2002 ISBN 84-241-9215-X